# تمام مردان شاه (فیلم ۱۹۴۹)
تمام مردان شاه (به انگلیسی: All the King's Men) فیلمی درام و نوآر به کارگردانی رابرت راسن و با بازی برودریک کرافورد، جان آیرلند و جوآن درو محصول سال ۱۹۴۹ کشور ایالات متحده است.
فیلم بر مبنای داستان برندهٔ جایزهٔ پولیتزر رابرت پن وارن رمان‌نویس آمریکایی بود. داستان الهام گرفته از زندگی «واقعی» هوی پی. لانگ، فرماندار و بعدها سناتور ایالت لوئیزیانا است که در سال ۱۹۳۵ ترور شد. در سال ۲۰۰۶، استیون زایلیان بازسازی دیگری از این داستان به نام همه مردان پادشاه انجام داد.

## خلاصه داستان
ظهور و سقوط «ویلی استارک» (برودریک کرافورد) در عالم سیاست که از یک مبلغ حقوق مدنی و مبارزه با فساد اجتماعی تا فرمانداری طی طریق می‌کند و عملاً پا جای پای اسلافش می‌گذارد.

## بازیگران
- برودریک کرافورد
- جان آیرلند
- جوآن درو
- جان درک
- مرسدس مک‌کمبریج
- شپرد استرادویک
- رالف دامکی
- آنا سیمور
- کاترین وارن
- ریموند گرینلیف
- والتر برک
- ویل رایت
- گرندان رودس
- کینگ داناوان
- فرانک هاگنی

## جوایز
1. برنده جایزه اسکار بهترین فیلم - رابرت راسن پروداکشن - کلمبیا پیکچرز
2. نامزد جایزه اسکار بهترین کارگردانی - رابرت راسن
3. برنده جایزه اسکار بهترین بازیگر نقش اول مرد - برودریک کرافورد
4. نامزد جایزه اسکار بهترین فیلم‌نامه اقتباسی - رابرت راسن
5. نامزد جایزه اسکار بهترین بازیگر نقش مکمل مرد - جان آیرلند
6. برنده جایزه اسکار بهترین بازیگر نقش مکمل زن - مرسدس مک‌کمبریج
7. نامزد جایزه اسکار بهترین تدوین فیلم - رابرت پریش